# Niewola tatarska
Niewola tatarska: Urywki z kroniki szlacheckiej Aleksego Zdanoborskiego – nowela o treści patriotycznej autorstwa Henryka Sienkiewicza z 1880 roku.

## Treść
Akcja utworu toczy się na południowo-wschodnich kresach Rzeczypospolitej Obojga Narodów w pierwszej połowie XVII wieku. Utwór pisany w formie fikcyjnego pamiętnika Aleksego Zdanoborskiego.
Bohater ten nieszczęśliwie kocha się w Marysi, córce bogatego magnata, jednak sam jest szlachcicem ubogim. By stać się godny ukochanej, udaje się na kresy zaciągnąć się do wojska. Liczy na to, że w służbie wojskowej okryje się sławą i zdobędzie majątek. Wkrótce potem Aleksy bierze udział w pierwszej bitwie z Tatarami. Bitwa kończy się zwycięstwem wojsk polskich, jednak Aleksy w pogoni za rozbitym wrogiem oddala się od reszty wojska i sam dostaje się do niewoli. Wódz tatarski Sulejman Aga początkowo traktuje go dobrze, licząc na bogaty okup za jeńca. Okazuje się jednak, że Aleksy nie ma pieniędzy. Sytuacja komplikuje się, gdy w Aleksym zakochuje się córka Agi, Iłła. Aga proponuje Aleksemu, by poślubił jego córkę. Jednak Aleksy odmawia, gdyż małżeństwo to wiązałoby się z koniecznością przejścia na islam, czego jako gorliwy chrześcijanin nie mógł zrobić. Wtedy Tatar zaczyna go traktować okrutnie, licząc, że Polak zmieni zdanie. Jednak żadne udręczenia i cierpienia nie są w stanie go złamać. Wieści o jego odwadze i nieugiętości powodują, że staje się sławny wśród Tatarów. Sam chan tatarski przybywa do Agi i proponuje Aleksemu posadę koniuszego w jego stadninie, z prawem zachowania swojej wiary. Jednak Aleksy odrzuca i tę propozycję, gdyż uważa taką pracę za poniżenie swojego stanu szlacheckiego. Ostatecznie Tatarzy postanawiają zamęczyć go na śmierć. Podczas tortur Aleksy traci przytomność. Kiedy ją odzyskuje, okazuje się, że został wykupiony przez ukochaną Marię i wraca do Polski. Dowiaduje się, że z racji swojego męstwa stał się sławny w całej Rzeczypospolitej.